# Кірна (Ляене-Ніґула)
Кі́рна (ест. Kirna küla) — село в Естонії, у волості Ляене-Ніґула повіту Ляенемаа.

## Населення
Чисельність населення на 31 грудня 2011 року становила 44 особи.

## Географія
Через населений пункт проходить автошлях 16160 (Палівере — Оонґа).

## Історія
До 21 жовтня 2017 року село входило до складу волості Мартна.